# دولاند (داکوتای جنوبی)
دولاند(به انگلیسی: Doland) شهری در ایالت داکوتای جنوبی کشور ایالات متحده آمریکا است که جمعیت آن در سرشماری سال ۲۰۱۰ میلادی، ۱۸۰ نفر بوده‌است.